# 阿尔基费
阿尔基费，是西班牙安达卢西亚自治区格拉纳达省的一个市镇。总面积12平方公里，总人口896人（2001年），人口密度75人/平方公里。